# Zajęcznik (Karkonosze)
Zajęcznik (niem. Hasenberg, 930 m n.p.m.) – szczyt w Karkonoszach, w obrębie Śląskiego Grzbietu.
Położony w północno-wschodniej części Śląskiego Grzbietu, w bocznym ramieniu, odchodzącym na wschód od Czarnej Góry, na zachód od Karpacza Górnego.
Zbudowany z granitu karkonoskiego.
Cały masyw zalesiony.